# Epizoanthus macintoshi
Epizoanthus macintoshi är en korallart som beskrevs av Alfred Cort Haddon och Shackleton 1891. Epizoanthus macintoshi ingår i släktet Epizoanthus och familjen Epizoanthidae. Inga underarter finns listade i Catalogue of Life.